# Varga Imre (grafikus)
Varga Imre, Varga Imre János Adolf (Orczyfalva, 1863. április 22. – Budapest, 1942. január 14.) grafikus, karikaturista, festő.

## Életútja
Varga Ferenc és Müller Etelka fiaként született. Eleinte a fővárosi Mintarajziskolában képezte magát, majd két évtizeden keresztül karikatúra-rajzolóként működött, a budapesti élclapok külsős munkatársa volt. Munkáit a Magyar Történelmi Képtár grafikai gyűjteménye őrzi. 1904. október 23-án Budapesten, a Terézvárosban feleségül vette a nála 14 évvel fiatalabb, székesfehérvári születésű Kis Katalint. Halálát lebenykés tüdőgyulladás, combnyaktörés okozta.